# Coffret aux Agates d'Oviedo

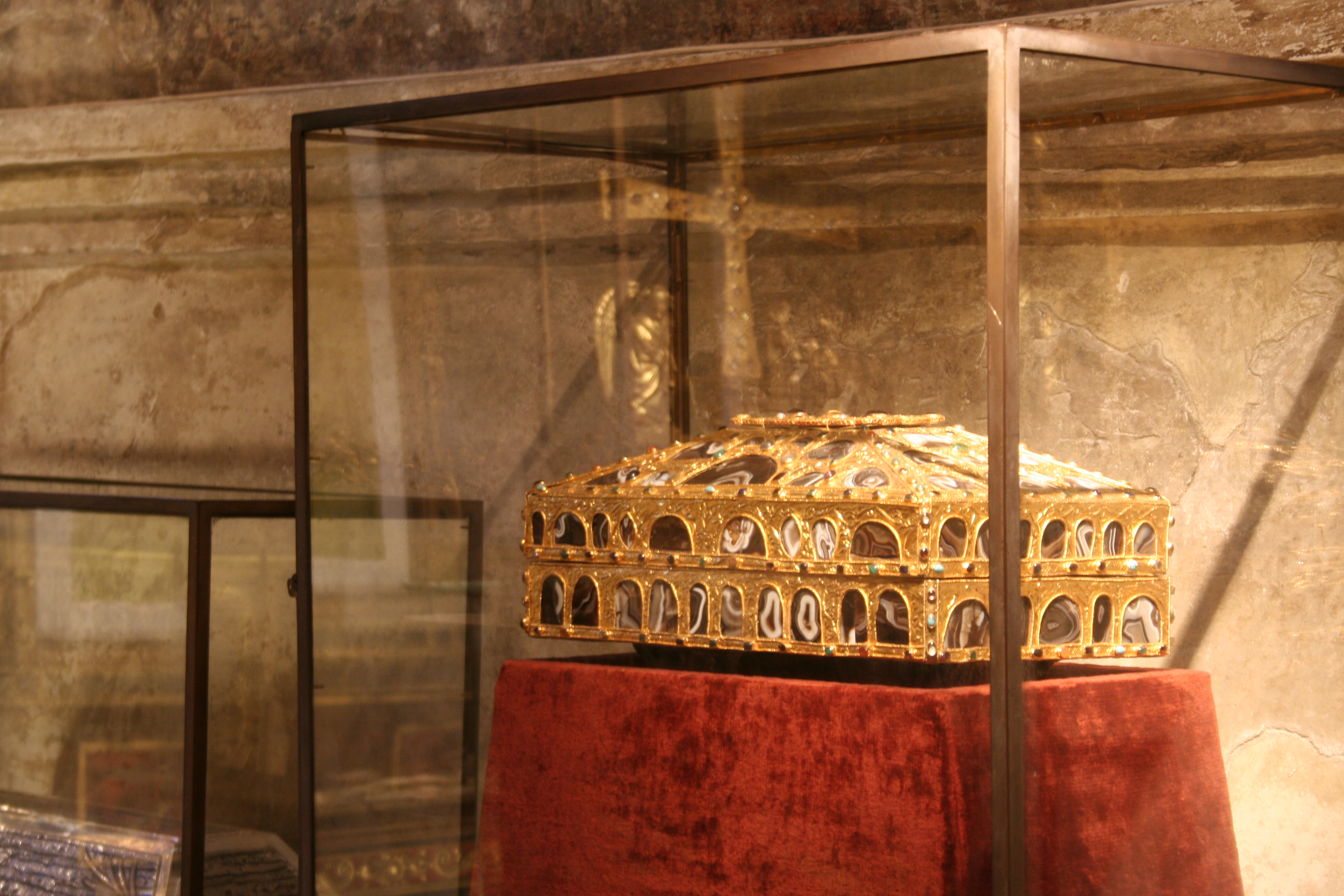
Coffret aux Agates. Cámara Santa de la Cathédrale d'Oviedo.

Le Coffret aux Agates est un coffret destiné à conserver des reliques. Ce reliquaire se trouve dans la Cámara Santa de la Cathédrale de San Salvador d'Oviedo.
Le coffret aux Agates a été donné à la Cathédrale San Salvador d'Oviedo, en 910, par l'infant Fruela II d'Asturies et de León, fils d'Alphonse III des Asturies, et par sa première épouse, Nunilo Jiménez.
Il est considéré, avec la Croix de la Victoire, la Croix des Anges et le Coffret de San Genadio, comme un des quatre chefs-d'œuvre de l'orfèvrerie pré-romane asturienne.

## Histoire
Le Coffret aux Agates a été réalisé au début du Xe siècle. Il a été donné à la cathédrale San Salvador d'Oviedo, en 910, par l'infant Fruela II d'Asturies, fils d'Alphonse III des Asturies, et par sa première épouse, Nunilo Jiménez. Quand le coffret a été donné, Alphonse III le Grand et son épouse, la reine Jimena de Asturias, qui avaient donné à la Cathédrale d'Oviedo la Croix de la Victoire, vivaient encore.
En 1934, durant la Révolution asturienne, la Cámara Santa d'Oviedo a été dynamitée par les révolutionnaires, et les reliques et objets qui y étaient conservés, y compris la Croix des Anges, l'Arca Santa et le Coffret aux Agates, ont souffert de graves dégâts et ont dû être restaurés en 1942. Cependant, la restauration de 1942 a été considérée par divers historiens comme une violation des principes archéologiques, artistiques et historiques, car en certains cas les dégâts ont été réparés sans adopter les solutions de prudence qui plus tard auraient permis de différencier les éléments originaux de ceux ajoutés.
En 1977 a été commis un vol à la Cathédrale d'Oviedo. Le Coffret aux Agates a été emporté et plus tard récupéré, encore que la plaque placée sur le couvercle n'a été localisée qu'en 1989. Cependant, et à cause des graves dégâts qu'il a subis, le coffret a dû être restauré par la Comisión para la restauración de las Joyas Históricas de la Cámara Santa de la Catedral de Oviedo, présidée par le président du chapitre, et créée pour réparer les dégâts causés par le vol de 1977. La commission rendit la Croix des Anges et le Coffret aux Agates à la cathédrale, après restauration, le 14 septembre 1985, et les deux objets réintégrèrent la Cámara Santa d'Oviedo.

## Description

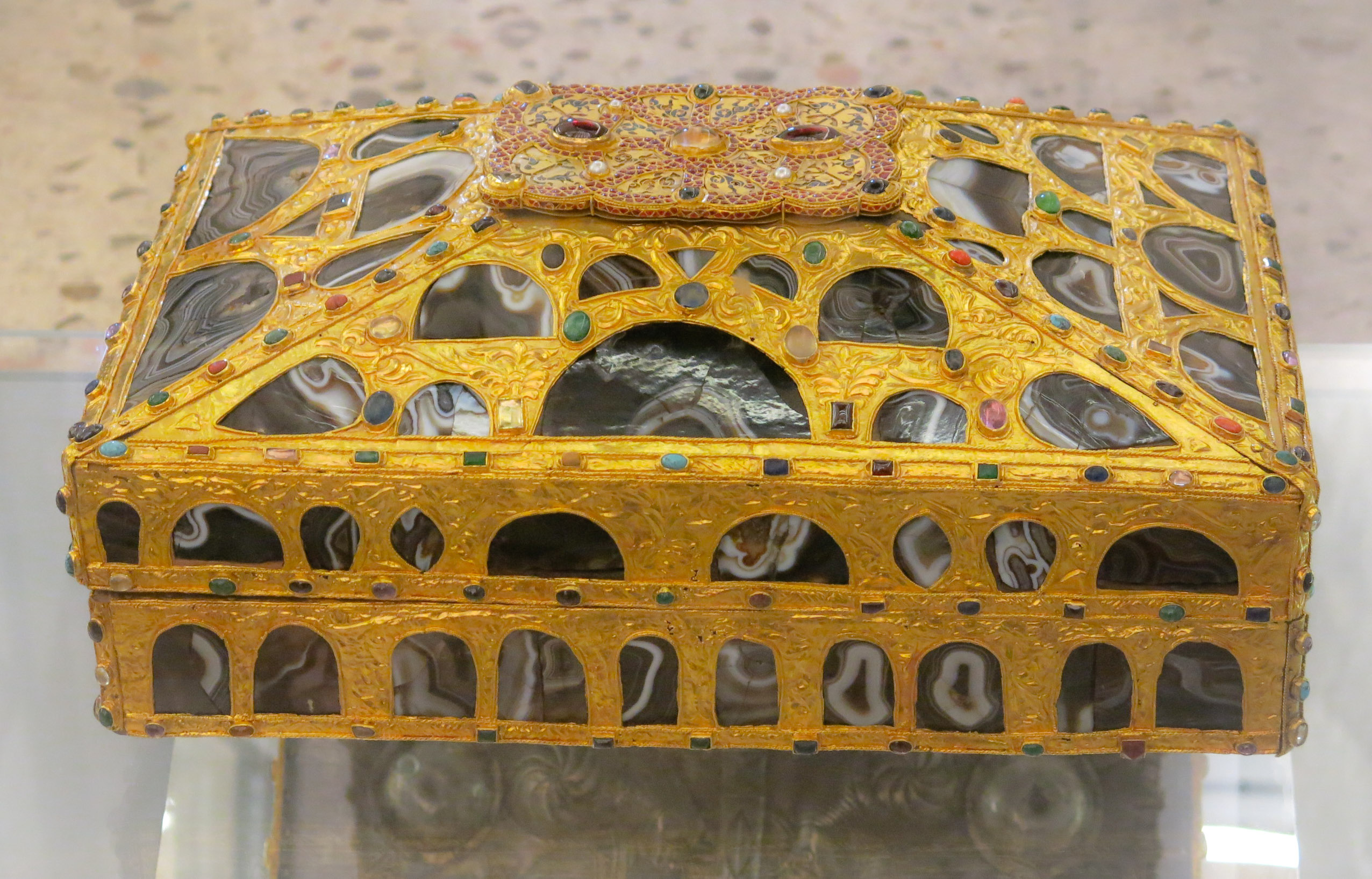
Le Coffret aux Agates

C'est un coffret de bois de poirier commun de forme rectangulaire, mais les côtés de son couvercle, qui a une forme pyramidale rectangulaire tronquée, sont inclinés et sont terminés par une plaque disposée horizontalement. Les dimensions du coffret sont de 42,4 x 27,1 x 16,5 cm. La plaque supérieure placée sur le couvercle mesure 150 x 100 mm, et le poids total du coffret est de 7 420 grammes.
À l'exception du plancher et de la plaque supérieure du couvercle, le Coffret aux Agates est recouvert de plaques d'or repoussées et ornées de thèmes floraux stylisés. Les plaques d'or qui le recouvrent ont été percés de quatre-vingt-dix-neuf ouvertures, la majorité d'entre elles en forme de fer à cheval, semi-circulaires, surhaussées ou semi-elliptiques, mais on trouve aussi des ouvertures ellipsoïdales de forme irrégulière et de différentes tailles. Les quatre-vingt-dix-neuf ouvertures du coffret sont obturées par des plaques d'agate de 3 mm d'épaisseur qui ont donné le nom au coffret.
Les côtés du coffret sont divisés en deux niveaux, séparés par l'ouverture qui sépare le corps du couvercle. Ils sont ornés de traits au tracé rectiligne oblique obtenus en repoussant l'or. Ces traits alternent avec des gemmes. Une partie des deux-cent-douze gemmes que compte le coffret, ont été remplacées.
Le fond du coffret est en argent massif, fixé par cent-vingt-neuf clous. Sur ce fond, on trouve l'inscription qui donne les noms des donateurs et une représentation du Tétramorphe. Les quatre symboles des évangélistes apparaissent entourant une représentation stylisée de la Croix de la Victoire, également conservée à la Cámara Santa d'Oviedo, et donnée à la cathédrale par Alphonse III le Grand, et par son épouse, la reine Jimena des Asturies, en 908. De plus, sur le fond, on trouve quatre demi-sphères avec un rebord fileté qui servent de support au coffret, à laquelle elles sont unies par l'intermédiaire de petits clous.
La plaque située sur le couvercle est plus ancienne que le reste du Coffret aux Agates. Divers auteurs soutiennent que cette plaque pourrait être un ceinturon franc, réalisé au VIIIe siècle, ou bien une broche-reliquaire de style carolingien, datable autour des VIIIe ou XIXe siècles. La base de la plaque est en or, entourée de logements cloisonnés qui contiennent des fragments de grenat et se prolongent à l'intérieur de la plaque en formant des dessins curvilignes. Aux quatre coins de la plaque se trouvent quatre gemmes en cabochon au bord semi-circulaire, quatre autres dans les zones intermédiaires, trois dans le grand axe, et un au centre. Les espaces libres de la plaque sont ornés d'émaux champlevés polychromes qui représentent des dragons, des quadrupèdes, des oiseaux, des poissons, des reptiles et des arbres stylisés. Sur la plaque, il y avait 655 grenats, 4 perles, 12 émaux et 13 cabochons.

### Inscriptions sur le socle
Sur le socle du Coffret aux Agates, réalisé en argent massif, ont été gravées avec un poinçon les inscriptions latines suivantes:
- Côté étroit supérieur:

« SVSCEPTVM PLACIDE MANEAT HOC IN HORE DI QVOD »
- Côté large droit (de l'observateur):

« OFFERVNT FAMVLI XPI FROILA ET NVNILO COGNOMENTO / SCEMENA HOC OPVS PERFECTVM ET CONCES »
- Côté étroit inférieur:

« SVM EST SCO SALVATORI OVETENSIS QVISQVIS »
- Côté large gauche (de l'observateur):

« AVFERRE HOC DONARIA NSA PRESVNSERI FVLMINE DIVINO / INTEREAT IPSE OPERATVM EST ERA DCCCCXLVIII »
Les inscriptions latines situées sur le socle de la Caja de las Ágatas, signifient:
« Que demeure ici en paix ceci réalisé en l'honneur de Dieu, qui a été offert par les serviteurs du Christ Fruela et Nunilo nommée Jimena. Cette œuvre a été réalisée et donnée à San Salvador d'Ovideo. Quiconque essaiera de s'emparer de notre don, qu'il périsse d'un éclair divin. Fabriqué en l'ère 948 (année 910 apr. J.-C.). »

## Sources
- (es) Cet article est partiellement ou en totalité issu de l’article de Wikipédia en espagnol intitulé « Caja de las Ágatas » (voir la liste des auteurs).